# Стремигородське апатит-ільменітове родовище
Стремигородське апатит-ільменітове родовище пов'язане з малою інтрузією габроїдів. 
Стремигородське родовище апатит-ільменітових руд розміщено в Коростенському районі у Житомирській області і примикає до південної околиці села Діброва. Унікальність цього родовища полягає в значних покладах діоксиду титану і пентаоксиду фосфору.  Стремигородське родовище з прогнозними запасами 1,2 млрд тонн руди є одним з найбільших в світі.
Рудне тіло в плані має форму неправильного овалу, витягнутого в північно-західному напрямку. В розрізі форма його лійкоподібна; контакти з вміщуючими габроанортозитами різкі, падіння їх круте. Будова інтрузиву концентрично-зональна: в центральній частині розвинуті плагіоклазові перидотити і меланократові троктоліти, які поступово змінюються до його периферії все більше лейкократовими троктолітами, олівіновими габро, габромонцонітами та габропегматитами. Зрудніння вкраплене; інтенсивність його збільшується від периферії (діоксиду титану -3,36-5,9%, пентаоксиду фосфору - 0,45-1,5%) до центру (діоксиду титану - 6,9-8,17%, пентаоксиду фосфору - 2,8-4,5%) рудного тіла.
У межах родовища по рудних троктолітах сформувалася кора вивітрювання максимальної потужності 35-40 м (у центрі інтрузиву), яка на периферії зменшується в середньому до 15,2 м.
Розподіл ільменіту й апатиту в корі вивітрювання в загальних рисах відповідає первинному розподілу у вихідних габроїдах. Вміст ільменіту в продуктивних зонах кори вивітрювання змінюється від 30 до 130 кг/м3.